# Académie Colarossi
L'Académie Colarossi fou una escola artística de París, fundada per l'escultor italià Filippo Colarossi. Situada originalment sobre l'Île de la Cité, fou trasplantada en els anys 1870 al número 10 del carrer de la Grande-Chaumière, al 6è districte de París. Alhora escola privada i taller lliure, constituïa una alternativa a l'oficial École des beaux-arts, massa conservadora per a nombrosos artistes.
Com l'Académie Julian, l'escola de Colarossi acceptava dones, i les autoritzava a pintar models masculins nus. Prestigiosa també pels seus cursos d'escultura, la institució va atreure molts alumnes estrangers, sobretot americans i canadencs. El 1910, l'Acadèmia va anomenar la seva primera professora, l'artista neozelandesa Frances Hodgkins, que confirmava així el seu esperit progressista.
L'escola va tancar la dècada del 1930. Poc abans, Madame Colarossi havia cremat l'arxiu de la institució, a manera de represàlia per les infidelitats del seu marit.
Posteriorment l'acadèmia continuà al mateix lloc amb el nom d'Académie Charpentier.

## Estudiants
| Artistes classificats segons el seu país d'origen | Artistes classificats segons el seu país d'origen | Artistes classificats segons el seu país d'origen |
| ------------------------------------------------- | ------------------------------------------------- | --- |
| Bandera d'Alemanya                                | Alemanya                                          | Karl Albert Buehr - Joseph Enseling - George Grosz - Hans Hofmann - Paula Modersohn-Becker |
| Bandera d'Àustria                                 | Àustria                                           | Zofia Albinowska-Minkiewiczowa - Aloys Wach |
| Belarús                                           | Belarús                                           | Eugeniusz Żak |
| Bulgària                                          | Bulgària                                          | Julius Mordecai Pincas |
| Canadà                                            | Canadà                                            | Octave Bélanger - Frederic Marlett Bell-Smith - Emily Carr - William Henry Clapp - Ralston Crawford - Joseph-Charles Franchère - Prudence Heward - Yvonne Housser - Francesco Iacurto - Donald Cameron Mackay - George Loftus Noyes - Maurice Prendergast - George Agnew Reid - Boardman Robinson - Marc-Aurèle de Foy Suzor-Coté - Sydney Strickland Tully |
| Xina                                              | Xina                                              | Georgette Chen Liying |
| Dinamarca                                         | Dinamarca                                         | Emilie Mundt |
| Catalunya                                         | Catalunya                                         | Jaume Vilallonga - Hermen Anglada Camarasa - Isidre Nonell - Marià Pidelaserra - Pere Ysern - Emili Fontbona - Xavier Nogués - Alexandre de Cabanyes - Francesc Sardà i Làdico - Miquel Villà i Bassols |
| Estònia                                           | Estònia                                           | Adamson-Eric - Konrad Mägi - Nikolai Triik - Eduard Wiiralt |
| Estats Units d'Amèrica                            | Estats Units                                      | Maurice Prendergast - Lucy Bacon - Cecelia Beaux - Charles Bittinger - Clara Miller Burd - George Conlon - Edward Cucuel - Rinaldo Cuneo - Charles Demuth - Elizabeth Eyre de Lanux - Lyonel Feininger - John Bond Francisco - Meta Vaux Warrick Fuller - Frederic Milton Grant - Marion Greenwood - Clarence Hinkle - Elizabeth Orton Jones - Walt Kuhn - Isamu Noguchi - Lilla Cabot Perry - Stanton Macdonald-Wright - Elenore Plaisted Abbott - Gordon Samstag - Alice Schille - Helena Sturtevant - Challis Walker - John Whorf - Charles Morris Young - Mahonri Young |
| Finlàndia                                         | Finlàndia                                         | Vaino Alfred Blomstedt - Elin Danielson-Gambogi - Johannes Haapasalo - Helene Schjerfbeck - Ellen Thesleff |
| França                                            | França                                            | Aristides Maillol - Hélène de Beauvoir - Camille Claudel - Suzanne Davit - André Dunoyer de Segonzac - Georges d'Espagnat - Maurice Estève - Fabien Fabiano - Charles Filiger - Paul Gauguin - Marcel Gromaire - André Guinebert - Jeanne Hébuterne - Jean Lurçat - Charles Peccatte - Claude-Émile Schuffenecker - Edmond Tapissier |
| Hongria                                           | Hongria                                           | Emile Lahner |
| Irlanda                                           | Irlanda                                           | Eileen Gray - Georgina Moutray Kyle |
| Itàlia                                            | Itàlia                                            | Romaine Brooks - Amedeo Modigliani |
| Japó                                              | Japó                                              | Seiki Kuroda - Henry Sugimoto |
| Lituània                                          | Lituània                                          | Aaron Harry Gorson - Jacques Lipchitz |
| Noruega                                           | Noruega                                           | Nikolai Astrup - Jean Heiberg - Knut Skinnarland - Aage Storstein - Gustav Wentzel |
| Nova Zelanda                                      | Nova Zelanda                                      | Sydney Lough Thompson |
| Polònia                                           | Polònia                                           | Max Kalish - Alfons Karpiński - Józef Mehoffer - Mela Muter - Włodzimierz Tetmajer - Max Weber - Stanisław Wyspiański |
| Romania                                           | Romania                                           | Reuven Rubin |
| Regne Unit                                        | Regne Unit                                        | Lamorna Birch - John Duncan Fergusson - Mina Loy - Laura Muntz Lyall - Cedric Morris - Samuel Peploe - Dod Procter - Robert William Service |
| Rússia                                            | Rússia                                            | Gleb Deriujinski - Aleksandr Golovín - Anna Golúbkina - Ievgueni Lanseré - Konstantín Sómov |
| Suècia                                            | Suècia                                            | Carl Eldh - Olga Milles - Arvid Nyholm - Jenny Nyström - Helmer Osslund - Hanna Pauli - Gustaf Theodor Wallén |
| Suïssa                                            | Suïssa                                            | Fritz Glarner - Louis Soutter-Max Uehlinger |
| República Txeca                                   | Txecoslovàquia                                    | František Bílek - Josef Čapek - Otokar Lebeda - Alfons Mucha |
| Turquia                                           | Turquia                                           | Zühtü Müridoğlu |
| Uruguai                                           | Uruguai                                           | Juan José Calandria |

## Mestres
| Mestres classificats segons el seu país d'origen | Mestres classificats segons el seu país d'origen | Mestres classificats segons el seu país d'origen |
| ------------------------------------------------ | ------------------------------------------------ | --- |
| Estats Units d'Amèrica                           | Estats Units                                     | Thomas Alexander Harrison - Richard Edward Miller |
| França                                           | França                                           | Joseph-Paul Blanc - Jean Boucher - Raphael Collin - Gustave Courtois - Pascal-Adolphe-Jean Dagnan-Bouveret - Edmond-Louis Dupain - Marcel Gimond - Jean-Antoine Injalbert- Bernard Naudin - Jean-André Rixens |
| Noruega                                          | Noruega                                          | Christian Krohg |
| Nova Zelanda                                     | Nova Zelanda                                     | Frances Hodgkins |
| Polònia                                          | Polònia                                          | Olga Boznańska |